# Час Земли
Час Земли (англ. Earth Hour) — ежегодное международное событие, проводимое Всемирным фондом дикой природы (WWF). Проводится в последнюю или, во избежание совпадения с Великой субботой, предпоследнюю субботу марта и призывает всех — частных лиц, организации, школы, муниципальные образования, коммерческие учреждения — выключить свет на один час, чтобы стимулировать интерес к проблеме изменения климата, светового загрязнения и другим экологическим темам. Впервые это мероприятие было организовано Всемирным фондом дикой природы в Австралии совместно с изданием «The Sydney Morning Herald» в 2007 году, уже на следующий год получило мировую поддержку, а в 2009 году уже стало самой массовой акцией в истории человечества — по оценкам WWF, оно коснулось более миллиарда жителей планеты. В России акция проводится с 2009 года.

## Концепция и начало: 2004—2007
В 2004 году, столкнувшись с научными данными об изменении климата, организации WWF Australia обратилась к рекламному агентству Leo Burnett Sydney, чтобы обсудить идеи насчёт привлечения австралийцев к проблеме климатических изменений. Так к 2005 году родилась концепция, названная «Большим щелчком» (англ. The Big Flick). А в 2006 году название было заменено на «Час Земли», чтобы «не акцентировать внимание просто на щелчке от выключения света».
31 марта 2007 года в Сиднее в акции приняли участие 2,2 млн горожан и 2100 предприятий.

## Час Земли 2008
В 2008 году Час Земли поддержали 35 стран всего мира, более 400 городов. Была выключена подсветка многих известных памятников по всему миру, среди них Эмпайр-стейт-билдинг (Нью-Йорк), Уиллис-тауэр (Чикаго), мост «Золотые ворота» (Сан-Франциско), банк Американ-Плаза (Атланта), Сиднейский оперный театр (Австралия), буддистский храм Ват-Арун (Бангкок, Таиланд), Колизей (Рим, Италия), Королевский дворец (Стокгольм, Швеция), Лондонский Сити-Холл (Англия), Спейс Нидл (Сиэтл), CN Tower (Торонто, Канада). Официальный веб-сайт, earthhour.org, получил более 6,7 миллионов уникальных посетителей в течение недели перед проведением события. Многие популярные веб-сайты также приняли участие, в частности, домашняя страница поисковика Google изменила в тот день свой фон с белого цвета на чёрный.
В онлайн-опросе Zogby International 36 миллионов людей приняли участие в Дне Земли 2008, и примерно 50 миллионов приняло участие в аналогичном опросе вне интернета. Сразу после окончания событий опрос выявил 4-процентный рост заинтересованности вопросами окружающей среды и изменениями климата.

## Час Земли 2009
74 страны и 377 городов по всему миру приняли участие в акции Час Земли 2009.
В России в акции приняли участие более 10 субъектов федерации, 20 городов, 40 компаний. В Москве были выключены:
- здание мэрии
- здание МГУ на Воробьёвых горах
- Президиум РАН
- Киевский вокзал и площадь Европы
- Мост Богдана Хмельницкого
- Бородинский мост
- Смоленский метромост
- Андреевский автодорожный мост
- Большой трамплин на Воробьёвых горах
- Шуховская башня
- Икея и Мега в Химках, Тёплом Стане, Белой Даче

В Петербурге общественные организации «Друзья Балтики» и «Немецко-русский обмен» призвали к участию школы, университеты, общественные организации, коммерческие компании. Внешнее освещение на час отключили комплексы «Мега-ИКЕА», более 40 малых фирм. Пивоваренная компания «Балтика» выключила свою огромную вывеску на Парнасе, внешнее освещение на своих заводах и даже пару цехов. Кроме того, в ряде музыкальных клубов города прошли акустические концерты «при свечах».

## Час Земли 2010
В 2010 году Час Земли прошел 27 марта в 20:30 по местному времени. Планировалось, что в акции примут участие 1600 городов из 107 государств, что стало рекордом по сравнению с двумя предыдущими Часами. В России в акции участвовало 20 городов из 10 субъектов федерации.
В Москве в рамках акции планировалось отключение подсветки порядка 70 городских объектов. Основной площадкой стало, как и в 2009 году, здание мэрии на Новом Арбате, 36. Менее формальная акция, с барабанами, цветными фонариками и отличной панорамой города и видом на МГУ прошла на смотровой площадке на Воробьёвых горах.
Были отключены подсветки здания мэрии на Тверской, Лужники, Главного здания МГУ, здания Академии наук и четырёх мостов, расположенных в рекреационных зонах, а также множество других знаковых объектов города. Некоторые коммерческие организации тоже принимали участие в данной акции, например, сеть гипермаркетов Ашан.
25 марта об участии в акции заявила компания, владеющая одной из крупнейших сетей отелей по всему миру, — Hilton Worldwide. Она объявила, что в Часе Земли примут участие все крупнейшие отели, входящие в её портфель и расположенные на всех континентах. В частности, в России на один час была выключена подсветка гостиницы Ленинградская.
В Санкт-Петербурге планировалось участие в акции 13 объектов, в том числе:
- Здание Администрации Санкт-Петербурга (Смольный)
- Эрмитаж
- Дворцовый мост
- Троицкий мост
- Большеохтинский мост
- Мост Александра Невского

В Серпухове от декоративной подсветки был отключен кафедральный собор Храм Николы Белого, а также крупнейший в городе торгово-развлекательный комплекс и Дворец спорта «Надежда» в Серпуховском районе[значимость факта?].

## Час Земли 2011
31 марта в Белоруссии на поле вышли две футбольные команды, которые состояли из теле-журналистов и эстрадных исполнителей. Проведена игра была в полной темноте, таким образом игроки обращали внимание на проблему и ущерб для окружающей среды.[значимость факта?]

## Час Земли 2012
В акции приняли участие жители более 5400 городов в 147 странах. Впервые к акции присоединились Ливия, Алжир, Бутан и Гвинея. Подсветка была отключена:
- Австралия, Сидней — Сиднейский оперный театр
- Армения — города Ереван, Ванадзор и Капан[12]
- Бразилия, Рио-де-Жанейро — Статуя Христа-Искупителя. Всего в акции приняли участие 130 городов[13].
- Ватикан — Апостольский дворец, Собор Святого Петра[14]
- Великобритания, Лондон — Биг-Бен[15]
- Египет — Великие пирамиды[12]
- Индия, Мумбаи — Ворота в Индию[16]
- Испания, Барселона — Церковь Святого Семейства. Всего в акции приняли участие более 50 городов[17].
- Италия, Рим — Колизей[12]
- Казахстан, Астана — Байтерек, Алматы — Телебашня Кок-Тобе
- Китай — стадион «Птичье гнездо», Дворец спорта «Водный куб», участки Великой китайской стены. Всего в акции приняли участие 124 города[18].
- Малайзия, Куала-Лумпур — 88-этажный деловой центр
- ОАЭ, Дубай — Бурдж-Халифа[19]
- США
  - Нью-Йорк — Эмпайр-стейт-билдинг, Статуя Свободы, Штаб-квартира ООН, Крайслер-билдинг, Фридом-тауэр[20]
  - Сан-Франциско — мост Золотые ворота[12]
- Украина, Полтава — горисполком, кинотеатр им. Ивана Котляревского, Малая академия искусств, Белая беседка. Около 100 жителей с помощью горящих свечей выложили фигуру дерева. Летающие фонарики, огненное шоу, велопробег[19].
- Франция, Париж — Эйфелева башня (только на 5 минут), Елисейский дворец, Опера Гарнье, Собор Парижской Богоматери. Всего в акции приняли участие более 100 городов[21].
- ЮАР, Кейптаун — Столовая гора[16]

### Россия
Всего в акции приняли участие более 40 городов:
- Архангельск — велопробег[23].
- Белгород — студенты Белгородского института искусств и культуры выключили свет в общежитии, оставив гореть 16 окон в форме буквы «Я»[24].
- Владивосток — на центральной площади организовано огромное шахматное поле, на котором желающие сыграли в шашки. Велопробег, летающие фонарики[25].
- Казань — погашена подсветка Исполкома и Казанской ратуши. В небо запущены 500 летающих фонариков, которые раздавали бесплатно[26].
- Краснодарский край — погашена подсветка аэропортов Сочи, Краснодара, Геленджика и Анапы[27].
- Махачкала — велопробег с участием более 50 человек[28]
- Москва — погашена подсветка 65-75 зданий, в том числе МГУ, спортивных объектов в Лужниках, трамплина на Воробьёвых горах, мэрии, «сталинских высоток», Киевского вокзала, Российской академии наук[29].
- Набережные Челны — более 100 жителей с помощью горящих свечей выложили надпись «НЧ 60» на бульваре Энтузиастов[30].
- Санкт-Петербург — погашена подсветка телебашни, Петропавловской крепости, Военно-морского музея и Стрелки Васильевского острова. На Дворцовую площадь со свечами вышли около 1000 человек[31].

## Час Земли 2013
В 2013 году акция «Час Земли» состоялась на неделю раньше: не в последнюю субботу марта (30 числа), а в предпоследнюю (23 марта). Это связано с тем, что многие страны в ночь с 30 на 31 марта перевели часы на летнее время, а также на 30 марта в этом году выпала Великая суббота (Западное христианство).
Акция прошла под девизом «Твой ход — мой ход: Брось вызов миру, чтобы спасти Планету!»
- Австралия, Сидней — Сиднейский оперный театр
- Азербайджан, Баку — Flame Towers
- Бахрейн, Манама — Бахрейнский всемирный торговый центр, Мечеть Аль-Фатиха; Сахир — автодром Формулы-1
- Великобритания, Лондон — Биг-Бен, Вестминстерский дворец
- Греция — Акрополь
- Индия, Мумбаи — Ворота в Индию
- Италия, Верона — Арена ди Верона
- Канада — все 30 ледовых арен Национальной хоккейной лиги
- Казахстан — Более 100 объектов
- Китай, Пекин — Национальный стадион
- Малайзия, Куала-Лумпур — Башни Петронас
- ОАЭ, Дубай — Бурдж-Халифа; Абу-Даби — Мечеть шейха Зайда
- Сингапур — Marina Bay Sands
- США, Лос-Анджелес — городской аэропорт
- Тайвань, Тайбэй — Тайбэй 101
- Франция, Париж — Эйфелева башня
- Япония, Токио — Телевизионная башня Токио

### Россия
Акцию поддержали около 70 городов России, в том числе:
Барнаул
Более 70 велосипедистов стали участниками Всероссийской акции «Велосветлячки».
Белгород
Была выключена подсветка городской администрации, БелГУ, БГТУ им. В. Г. Шухова.
Благовещенск
Отключена подсветка городской администрации, на центральной площади города зажжены свечи в форме ели, так как мероприятие было посвящено защите лесов.
Москва
Поддержала проведение Всемирной акции Час Земли. В её рамках в Кремле погасили свет (за исключением рубиновых звёзд и подсветки штандарта Президента), была отключена подсветка 90 высотных зданий города, в том числе высотки МГУ и иллюминация ПКиО «Сокольники», спорткомплекса «Лужники», ВВЦ, Большого театра. Всё это позволило сэкономить городскому бюджету символические 26 тысяч рублей.
Все возможные электроприборы отключил самый большой парусник в мире «Седов», который в этот час находился в кругосветном плавании.[значимость факта?]
Омск
Велопробег клуба «Цепная реакция».
Санкт-Петербург
На час было погашено освещение Зимнего дворца, Дворцовой площади и Петропавловской крепости.

### Украина
Киев поддержал проведение Всемирной акции Час Земли. В её рамках произошло отключение освещения монумента Родина-Мать. Организаторы акции группа компаний «Киев-Групп» при поддержке официального представителя Всемирного фонда дикой природы на Украине (WWF).

## Час Земли 2014
«Час Земли-2014» прошел 29 марта в 20:30 по местному времени.
- Казахстан: в Алма-Ате — была отключена подсветка около 100 главных зданий города[40], Уральск — уличное освещение[41].
- Украина: в акции приняли участие 30 городов, включая Киев[42].

### Россия
В России в 2014 году по инициативе WWF была запущена новая кампания, в которой каждый может принять участие, поддержав любой из пяти природоохранных проектов в разных уголках страны:
- Дальневосточный леопард: уникальный видео мониторинг на Дальнем Востоке[43].
- Амурский тигр: оснащение мобильных групп, предотвращающих конфликты между тиграми и местным населением[43].
- Снежный барс: работа с чабанами, которые из браконьеров превратятся в защитников снежного барса в Горном Алтае.
- Зубр: создание карантинного вольера для Зубра в Северной Осетии.
- Белый медведь: оснащение специальных групп людей («Медвежий патруль»), препятствующих конфликтам между белым медведем и местным населением.

Владивосток — за две недели до начала акции в четырёх центральных точках города установлены большие информационные щиты, сообщающие о грядущем событии.

## Час Земли 2015
В 2015 году Час Земли произошел в субботу, 28 марта 2015 года, с 20:30 до 21:30 по местному времени.

### Россия
В 2015 году в рамках Часа Земли WWF России запустил кампанию «Время думать иначе: арктическая нефть подождет» и начал сбор подписей под обращением к президенту России с просьбой ввести мораторий на разработку новых нефтяных месторождений на арктическом шельфе. WWF предложил за 10 лет действия моратория решить комплекс природоохранных задач, которые должны предотвратить или хотя бы минимизировать негативное воздействие работ в Арктике на окружающую среду. Такими мерами должны стать внедрение морского пространственного планирования, стратегической экологической оценки, разработка и тестирование эффективных технологий по ликвидации нефтеразливов в ледовых условиях, совершенствование финансовых механизмов ликвидации ущерба при нефтеразливах, создание новых особо охраняемых природных территорий и рыбохозяйственных заповедных зон.
В 2015 году WWF также предложил участникам акции Час Земли отметить свою свечу — символ акции — на карте.
Москва
Власти Москвы сообщили, что в 2015 г. будет выключена подсветка около 400 зданий, в том числе сталинских высоток.
Челябинск
В Челябинске были отключены 23-этажный бизнес-центр Челябинск-Сити на Кировке, отель Radisson Blu.

## Час Земли 2016
В 2016 году Час Земли был проведён в субботу, 19 марта, с 20:30 до 21:30 по местному времени. Перенос произошел из-за празднования страстной субботы по григорианскому календарю.

### Россия
Главной темой Часа Земли в 2016 году был объявлен экологический след человека, а главным лозунгом стала фраза «Сделай шаг навстречу планете». Всем неравнодушным WWF предложил пройти тест «Кто ты для планеты?» и узнать свой «экологический след» на Земле. Как и в 2015 году участники флешмоба могли отметить своё местоположение на карте России, после чего организаторами акции были подсчитаны самые активные города-участники.

#### Москва
Власти Москвы объявили, что основная площадка «Часа Земли — 2016» будет находиться у здания столичного правительства по адресу: Тверская, 13.
Праздничные мероприятия на Тверской площади в Москве, посвященные акции, были отменены Департаментом природопользования и охраны окружающей среды г. Москвы из-за крушения пассажирского Boeing 737 в Ростове-на-Дону.

## Час Земли 2017
В 2017 году Час Земли прошёл 25 марта в 20:30 по местному времени. Акция этого года стала рекордной по числу участников — к ней присоединились более 184 стран мира (на 6 больше, чем в 2016 году).

### Россия
В 2017 году, объявленном в стране Годом экологии, главной темой акции стала экологическая ответственность. В течение всей кампании Всемирный фонд дикой природы рассказывал о том, как деятельность людей воздействует на природу и что каждый может предпринять уже сегодня, чтобы не потерять жизненно важные ресурсы Земли. Слоган кампании — «Меняй себя, а не планету». В России в мероприятии приняли участие рекордные 150 городов — в 1,5 раза больше, чем в 2016 году.
Накануне акции WWF России запустил конкурс «Столица Часа Земли» с намерением сделать его ежегодным. Согласно условиям конкурса, город, жители которого будут наиболее активно участвовать в акции, получит награду — статуэтку с гравировкой его названия — и статус «Столицы Часа Земли — 2018». В конкурсе участвовали 100 крупнейших городов России, победителем в 2017 году стал город Сургут. В тройке лидеров также оказались Тамбов и Мурманск,.

## Час Земли 2018
В 2018 году Час Земли начался 24 марта в 20:30 по местному времени. В акции приняло участие более 2 миллиардов человек по всему миру в 188 странах, погасла подсветка более 18 000 архитектурных памятников. На российской карте участников Часа Земли зарегистрировалось более 700 населенных пунктов страны. Акция состоялась вскоре после выборов президента и призывала россиян проголосовать за природу: выступить в защиту заповедников, «проголосовать» за доступность «зеленой» энергетики, раздельный сбор мусора и переработку отходов.

## Час Земли 2021
Час Земли 2021 второй год подряд проходит в онлайн-формате — в 2021 году «выключить свет» можно будет в «сторис» в социальных сетях, став частью самой массовой экологической акции на планете. Дата и время проведения акции: 20:30 27 марта 2021 года.
В рамках кампании в 2021 году WWF России предлагает россиянам поддержать обращения к Правительству РФ и российским объединениям бизнеса. Цель обращений — обеспечение доступа к информации о состоянии окружающей среды. Также в рамках акции WWF России рассказывает, как и где получать экологическую информацию, что граждане вправе ждать от государства и бизнеса и как они могут способствовать экологической открытости.

## Час Земли 2023
По заявлению пресс-секретаря Дмитрия Пескова, Кремль в этом году принял решение воздержаться от участия в акции «Час земли»: «это связано как раз с тем, что они (WWF) стали иноагентом». В то же время, группой российских экологических организаций (ВООП) предложена акция «Помочь планете». Была погашена подсветка дома правительства, зданий Государственной Думы и Совета Федерации..
Укрэнерго призвало украинцев не участвовать в акции «Час земли» из-за возможного ущерба энергосистеме страны.
Кроме того в акции участвуют Азербайджан, Армения, Беларусь.
По данным сайта earthhour в акции приняло участие больше 400 тыс. человек из 186 стран (Бразилия, Мексика, США, Мадагаскар, Индия, Южная Корея, Аргентина, Перу, Испания).

## Час Земли 2024
Час Земли прошёл 30 марта 2024 года с 20.30-21.30.

## Критика
Инженер-геолог Константин Ранкс утверждает, что акция «Час Земли» бессмысленна в качестве мероприятия по снижению электропотребления, так как турбины на энерговырабатывающих станциях не могут остановиться за такой маленький промежуток времени:

Многие акции защитников природы вообще не учитывают физических законов. К примеру, знаменитый «Час Земли», когда нас призывают во имя защиты окружающей среды взять и выключить все электроприборы. Выглядит очень красиво. Но только на словах. <…> Нельзя на столь короткое время уменьшить выработку электроэнергии. Она все равно будет вырабатываться. Турбины не остановить за час. Накопить электроэнергию тоже негде. В итоге, углекислый газ в атмосферу будет так или иначе выброшен, но просто без всякой пользы.— Константин Ранкс. «Как вредит экологии борьба с глобальным потеплением»
Также отмечается, что массовое снижение потребления электроэнергии может создать проблемы из-за того, что образовавшийся скачок потребления создает нагрузки на электростанции после массового включения электроприборов, что может спровоцировать срабатывание систем защиты и стать причиной перепадов в сети, аварий на электростанциях. Шеф-редактор отдела IT российского интернет-издания Lenta.ru Александр Амзин предупреждал:

Никогда, слышите, никогда не пытайтесь одновременно с миллионом других людей включить или выключить свет. Чем вас будет больше, тем больше вероятность срабатывания защиты на электростанциях. Значительно сократив потребление электроэнергии на час, вы значительно же повысите шанс возникновения каскадного отключения, когда врубите свет обратно и дадите пиковую нагрузку на подстанции
—  «Час Земли» вырубит электростанции?
В WWF в ответ на критику отвечают, что акция носит символический характер и не преследует цели экономии электричества.